# 마한문화연구원
마한문화연구원은 문화유산의 조사․연구 및 매장문화재의 조사, 연구, 보호, 보존관리 및 그 활용을 통해 민족문화의 전승 보급을 위하여 2006년 11월 28일 설립된 문화체육관광부 소관의 재단법인이다. 사무실은 전라남도 순천시 고지4길 7-30 (가곡동)에 있다.

## 주요 사업
- 문화유산의 보존, 보급, 선양
- 문화유산에 대한 지표조사, 시굴조사, 수장, 보존·관리 보수 복원
- 문화유산 관련 전문인력양성